# Постовой, Евгений Семёнович
Евгений Семёнович Постовой — советский хозяйственный, государственный и политический деятель.

## Биография
Родился в 1921 году в селе Дубова. Член КПСС с 1941 года.
Участник Великой Отечественной войны. С 1946 года — на хозяйственной, общественной и политической работе. В 1946—1971 гг. — в ЦК КП(б) Молдавии, заведующий Отделом школ Тираспольского окружного комитета КП Молдавской ССР, в ЦК КП Молдавской ССР, министр просвещения Молдавской ССР, 1-й секретарь Кишинёвского городского комитета КП Молдавской ССР, секретарь ЦК КП Молдавской ССР, министр просвещения Молдавской ССР.
Избирался депутатом Верховного Совета Молдавской ССР 5-8-го созывов.
Умер в Кишинёве в 1971 году.